# Rezerwat przyrody Wilanów
Wilanów – leśny rezerwat przyrody w województwie lubuskim, w powiecie gorzowskim, w gminie Kłodawa. Zajmuje powierzchnię 67,16 ha (akt powołujący podawał 67,56 ha), z czego 66,01 ha objęte jest ochroną ścisłą, a 1,15 ha ochroną czynną.
Celem ochrony jest zachowanie ze względów dydaktycznych i naukowych fragmentu lasu mieszanego pochodzenia naturalnego z udziałem buka na krańcowym stanowisku gromadnego zasięgu z charakterystycznym bogatym runem.
Rezerwat leży w granicach Gorzowskiego Parku Krajobrazowego oraz dwóch obszarów sieci Natura 2000: obszaru specjalnej ochrony ptaków „Puszcza Barlinecka” PLB080001 oraz specjalnego obszaru ochrony siedlisk „Ostoja Barlinecka” PLH080071.

## Podstawa prawna

### Akt powołujący
- Zarządzenie Ministra Leśnictwa i Przemysłu Drzewnego z dnia 30 grudnia 1966 r. w sprawie uznania za rezerwat przyrody (M.P. z 1967 r. nr 14, poz. 70)

### Inne akty prawne
- Obwieszczenie Wojewody Lubuskiego z dnia 16 stycznia 2002 r. w sprawie ustalenia wykazu rezerwatów przyrody utworzonych do dnia 31 grudnia 1998 r. (Dz. Urz. Województwa Lubuskiego Nr 12, poz. 144)[5]
- Zarządzenie Nr 32/2011 Regionalnego Dyrektora Ochrony Środowiska w Gorzowie Wielkopolskim z dnia 7 lipca 2011 r. w sprawie rezerwatu „Wilanów” (Dz. Urz. Województwa Lubuskiego Nr 81, poz. 1564)

## Obszar rezerwatu
W skład rezerwatu przyrody wchodzi obszar położony w granicach administracyjnych powiatu gorzowskiego, gm. Kłodawa, obrębu ewidencyjnego m. Santoczno o powierzchni 67,16 ha (dz. nr: 475 – 28,38 ha, 449 – 7,69 ha, 479 – 27,75 ha), w zarządzie Nadleśnictwa Strzelce Krajeńskie.

## Flora i fauna
Lasy porastające rezerwat są zróżnicowane siedliskowo, przeważają zespoły kwaśnej i żyznej buczyny, lecz występują tu również grąd środkowoeuropejski i subkontynentalny, płaty dąbrów, a w mniejszym stopniu także brzezina bagienna i ols porzeczkowy. Niektóre drzewa mają rozmiary pomnikowe, a ich wiek sięga 180–200 lat. W runie rośnie m.in. szczawik zajęczy, nerecznica, przylaszczka, zawilec, fiołek leśny, orlica, marzanka wonna, prosownica rozpierzchła, przylaszczka pospolita.
W centrum rezerwatu leży niewielkie śródleśne jezioro porośnięte płatami grzybienia białego.
Z ciekawszych gatunków ptaków na terenie rezerwatu występuje m.in. dzięcioł średni, dzięcioł czarny, siniak, gągoł. W latach 2011–2012 introdukowano tu popielice z lasów sudeckich.